# Deifontes (kommunhuvudort)
Deifontes är en kommunhuvudort i Spanien. Den ligger i provinsen Provincia de Granada och regionen Andalusien, i den södra delen av landet, 300 km söder om huvudstaden Madrid. Deifontes ligger 726 meter över havet och antalet invånare är 2 424.
Terrängen runt Deifontes är huvudsakligen kuperad, men österut är den bergig. Runt Deifontes är det tätbefolkat, med 636 invånare per kvadratkilometer. Närmaste större samhälle är Granada, 15,4 km söder om Deifontes. Trakten runt Deifontes består till största delen av jordbruksmark.